# Грамота величества
Грамота величества (нем. Majestätsbrief) — акт в Королевстве Богемия (Чешское королевство), составленный сеймом и подписанный 9 июля 1609 года богемским королём Рудольфом II, на основании которого утраквисты (умеренное крыло гуситского движения) и чешские братья (община евангельских христиан) были уравнены в правах с католиками.
Чехи-протестанты получили право строить храмы, заводить училища, иметь свои синоды и избирать комитет из 24 «дефенсоров» (защитников), по восьми от каждого из трёх сословий сейма. Комитет должен был:
- руководить действиями консистории (государственного совета),
- управлять делами пражского университета,
- собирать войско,
- взимать налоги для его содержания,
- в случае надобности — созывать представителей протестантского населения для совещаний об общем деле[1].

По договору предыдущего года (1608) Рудольф II уже отдал своему младшему брату Матвею (Матьяш II Габсбург) Венгрию, Эрцгерцогство австрийское и Моравию, и объявил его своим наследником в королевстве Богемия. Несмотря на все уступки и подписание «Грамоты величества», Рудольфу II не удалось удержать за собой чехов: он был вынужден отречься от чешской короны ещё при жизни, и 23 мая 1611 года Матвей был коронован, а Рудольфу дали пенсию и сохранили за ним внешний почёт.
В 1620 году, после битвы на Белой Горе, данная Грамота величества получила два удара саблей императора Фердинанда II, — жест, означавший конец режима религиозной терпимости в Королевстве Богемия.